# Перрфитт
Перрфитт (нем. Perrefitte) — коммуна в Швейцарии, в кантоне Берн. 
Входит в состав округа Мутье. Население составляет 496 человек (на 31 декабря 2006 года). Официальный код — 0701.